# Арсеньев, Владимир Павлович
Влади́мир Па́влович Арсе́ньев (7 января 1887 — 4 августа 1979) — русский и советский врач, участник Первой мировой и Великой Отечественной войн. Заслуженный врач РСФСР.

## Биография
Родился 7 января 1887 года в городе Плоцке (ныне территория Польши). Отец, Павел Александрович Арсеньев, был юристом, со своей семьёй часто менял место жительства из-за работы.
В 1912 году с отличием окончил Военно-медицинскую академию в Санкт-Петербурге.
Участвовал в Первой мировой войне, был главным врачом фронтового перевязочного отряда, принимал участие в боевых действиях.
В 1918 году приехал в город Кимры, работал врачом военно-врачебной комиссии, ординатором хирургического отделения, старшим врачом Кимрской народной больницы. Тяжело переболел сыпным тифом. В 1926 году возглавил хирургическое отделение городской больницы.
С началом Великой Отечественной войны был призван Кимрским городским военным комиссариатом в РККА. На фронте был ведущим хирургом армейского госпиталя, затем консультантом-хирургом эвакуационных госпиталей. Прошёл Украину, Молдавию, Румынию, Югославию, Чехословакию.
Победу встретил недалеко от Вены в звании подполковника медицинской службы.
В 1946 году вернулся в Кимры, вновь стал заведующим хирургического отделения. Руководил межрайонной врачебной конференцией (до 1970 года).
Арсеньеву удалось воспитать в Кимрах поколение хирургов. Он преподавал в Кимрском медицинском училище, стал наставником для многих врачей города.
Скончался Владимир Павлович 4 августа 1979 года в Кимрах.

## Награды
- Орден Ленина[1]
- Орден Отечественной войны II степени (28 мая 1945 года)[4]
- Орден Красной Звезды (20 октября 1943 года)[4]
- медали СССР, среди них:
  - Медаль «В ознаменование 100-летия со дня рождения Владимира Ильича Ленина»
  - Медаль «За победу над Германией в Великой Отечественной войне 1941—1945 гг.»
  - Медаль «Двадцать лет победы в Великой Отечественной войне 1941—1945 гг.»
- Заслуженный врач РСФСР[5]

#### Награды Российской империи
- Орден Святой Анны[2]
- Орден Святого Станислава[2]

## Образ в кино
Со слов режиссёра-постановщика фильма «Сельский врач» Николая Розанцева, Владимир Павлович Арсеньев стал прототипом главного героя этой кинокартины — 70-летнего главврача Арсения Арсеньева. Роль пожилого доктора в «Сельском враче» сыграл Народный артист СССР Григорий Белов.